# Deep Rock Galactic
Deep Rock Galactic — кооперативна відеогра в жанрі шутеру від першої особи, розроблена данською незалежною студією Ghost Ship Games і видана компанією Coffee Stain Publishing. Deep Rock Galactic була повністю випущена 13 травня 2020 для Microsoft Windows та Xbox One, і провела перед цим 2 роки в ранньому доступі.

## Ігровий процес
Deep Rock Galactic є кооперативною відеогрою в жанрі шутеру від першої особи для 1-4 гравців, у якій вони працюють разом, досліджуючи процедурно згенеровані печери. Гра є повністю сфокусованою на PvE, тобто вбивство інших гравців не надає жодної переваги.
Гравці грають роль чотирьох космічних дворфів, призначених на різні місії, що включають різні завдання, наприклад, видобування різних мінералів, викрадання яєць прибульців, знищення цілей чи повернення загубленого екіпірування. Зазвичай вони є основними завданнями, тому їх потрібно виконати для завершення місії. Також можливо виконати другорядне завдання (зазвичай збираючи інші матеріали чи предмети) для отримання додаткових кредитів, які можна використати для покращення зброї та вмінь; й очок досвіду, що збільшують рівень гравця.
Дія гри розгортається під поверхнею Гоксесу IV, небезпечної планети, наповненої мінералами, біомами та жуками. Місії проводяться у величезних печерах і тунелях, що мають різну генерацію, завдання та ворогів у залежності від типу обраної місії чи біому. Гравці б'ються з комахоподібними прибульцями, намагаючись завершити завдання місії та зібрати матеріали для обробки снарядь.

### Класи
У грі можна вибрати один із чотирьох класів: інженера, кулеметника, бурильника або розвідника. Кожен клас має окремі аксесуари, рівень і підвищення, а прогрес гравця показаний як його ранк. Коли гравець досягає 25 рівня деякого класу, їм пропонують підвищення, яке скидає рівень цього класу та вікриває для нього фінальний ігровий уміст. Гравець може отримати кілька підвищень для одного класу, але лише перше покращує персонажа. Гравці можуть обрати свій клас у терміналі вибору персонажа, який знаходиться в їх каютах.
Кожен із чотирьох класів має кілька основних і другорядних видів зброї. Спочатку гравець має доступ лише до одного їх виду, а інші можна буде розблокувати в спеціальних призначеннях по ходу гри. Зі збільшенням рівня гнома гравець може обирати різні покращення для зброї. На зброю також можна встановити модулі розгону, які можуть або надавати невелике покращення без жодних мінусів, або ж сильно збільшувати деякі характеристики, зменшуючи при цьому інші.

### Опис класів
Інженер використовує рушницю як основну зброю та гранатомет як другорядну. Їх можна замінити відповідно електричним пістолетом-кулеметом та плазмометом, який вистрілює горизонтальний потік плазми. Для підтримки своєї команди інженер має платформатор, що створює круглі платформи, а також може встановити турель, що автоматично стріляє у ворогів.
Інженер грає роль основного захисного класу, використовуючи свої турелі як засіб заборони доступу, що ефективно забігає просуванню роїв ґліфідів. Його гранатомет можна використовувати для знищення великих груп ворогів, а плазмомет завдає великої шкоди й добре знищує броню більших ґліфідів. Він добре працює разом із розвідником, який може зачеплюватися за його платформа й добувати важкодоступні мінерали.
Кулеметник використовує мініган як основну зброю та важкий револьвер як другорядну. Пізніше їх можна замінити відповідно важкою автогарматою та швидкострільним пістолетом. Для підтримки своєї команди він використовує тросомет і може встановити генератор щита для створення захисної бульбашки.
Кулеметник є основним джерелом вогневої сили команди, а тому може швидко вбити величезну кількість жуків. Тросомет компенсує його низьку мобільність і дозволяє команді легше пересуватись по важкій місцевості, такій як пагорби чи впадини. Його генератор надає команді захист під час нападів ґліфідів, не даючи більшості жуків зайти всередину доки щит працює.
Бурильник використовує вогнемет як основну зброю і напівавтоматичний пістолет як другорядну. Пізніше їх можна замінити відповідно на кріогармату і плазмовий пістолет. Бурильник використовує титанові свердла для швидкого буріння через місцевість, а також пакет вибухівки, що швидко знищує шмат місцевості чи вбиває ворогів у радіусі своєї дії.
Здебільшого бурильник допомагає команді просуватись через заблоковані проходи, створюючи коротші шляхи своїми свердлами. Це є особливо корисним при поверненні команди до капсули евакуації в кінці місії.
Розвідник використовує автоматичний карабін як основну зброю і рушницю з двома нарізними стволами як другорядну. Пізніше їх можна замінити відповідно на напівавтоматичну гвинтівку, що базована на M1 Garand, та на автоматичний пістолет. Також він має гарпун для швидкого переміщення по печерам і сигнальний пістолет, що вистрілює прикріплені світляки, які мають високі яскравість і час світіння.
Розвідник здебільшого рухається попереду своєї команди, досліджуючи печери й освітлюючи їх своїм сигнальним пістолетом, таким чином знаходячи приховані руди й небезпеки. Розвідник також може легко добувати важкодоступні руди й збирати предмети, особливо коли інженер підтримує його своїми платформами. Однак розвідник не має сильно відриватися від своєї команди, оскільки він не може ефективно захистити себе. Його зброя здебільшого покладається на швидке нанесення шкоди до того, як вороги зможуть дати відсіч.

## Розробка
Deep Rock Galactic є першою грою від розробника Ghost Ship Games. На їхню думку, модель раннього доступу сильно сприяла розробці, адже відгуки від спільноти допомогли їм покращити механіку та дизайн гри, а також обрати найважливіші частини гри для подальшого покращення. Вони обрали малогранний стиль, тому що він дозволив їм швидше додавати нові моделі та вміст проти більш детального чи реалістичного стилю. Найважчою частиною розробки для них було створення процедурного генератора світу. Засновник пізніше сказав: «Наш технічний директор узяв відпустку на тиждень, а після повернення промовив: „У мене є дещо“… Потім у нього був прототип божевільного сітчасто згенерованого процедурного вигляду, який ми й залишили, і це й досі, це просто крутезно, але як воно взагалі працює?». Deep Rock Galactic була створена на рушії Unreal Engine та написана на його скриптингу Blueprint. Гру продовжують розробляти, тому періодичні оновлення поступово додають нову зброю, біоми й аксесуари.
Deep Rock Galactic спочатку була випущена 28 лютого 2018 року та провела приблизно 2 роки у ранньому доступі. Повна версія гри вийшла 13 травня 2020 року. Після запуску гра продовжує розвиватися, з періодичними оновленнями, що додають нові біоми, спорядження й аксесуари. З 4 листопада 2021 року Ghost Ship Games почала випускати контент як тематичні сезонні оновлення. Вони зосереджені на нових типах ворогів і додають нове спорядження, місії та косметику. Доступні три сезони гри, останній вийшов 3 листопада 2022 року для ПК.

## Відгуки
| Агрегатор  | Оцінка              |
| ---------- | ------------------- |
| Metacritic | 85/100 XONE: 83/100 |

| Видання        | Оцінка |
| -------------- | ------ |
| Game Informer  | 8.5/10 |
| IGN            | 9/10   |
| PC Gamer (США) | 79/100 |

Рання версія Deep Rock Galactic була добре оцінена критиками, які похвалили атмосферу та складні рівні гри. Багато з них порівнювали частини Deep Rock Galactic із Minecraft та Left 4 Dead. The full version of the game was released on May 13, 2020. Deep Rock Galactic отримала позитивні рецензії від критиків, у середньому маючи 84 бали на Metacritic.
Нік Рубен із «Rock, Paper, Shotgun» насолодився тим, як класи гри добре змішувалися в кооперативі, але при цьому кожен із них був добрим вибором для нього, сказавши, що кожен клас є хорошим вибором і для ефективного виконання місій, і для насолоди від гри. Метт Міллер із Game Informer добре оцінив унікальні другорядні завдання, які надавали грі динаміку «ризик/винагорода».
Філу Іванюку, який писав для PC Gamer, сподобалася напруженість, яку фаза евакуації приносила до кожної місії, а також постійні покращення, які дають гравцю можливість налаштувати свого гнома. Ліана Гафер з IGN похвалила різноманітні вміння кожного гнома й візуальний стиль гри, але критикувала гру через проблеми зі з'єднанням, сказавши «Приблизно кожну п'яту місію я зустрічалась із проблемами зв'язку, які іноді змушували інших гравців сильно лагати й покинути гру.»
У січні 2021 Ghost Ship Games оголосили, що було продано більше 2 мільйонів копій Deep Rock Galactic.
У березні 2021, Ghost Ship Games і Coffee Stain Publishing виграли нагороди «Indie Game of the Year» і «Excellence in Multiplayer» на фестивалі South by Southwest.